# Parga xanthoptera
Parga xanthoptera är en insektsart som först beskrevs av Carl Stål 1855.  Parga xanthoptera ingår i släktet Parga och familjen gräshoppor. Inga underarter finns listade i Catalogue of Life.